# Hannes Bauer (Rockmusiker)

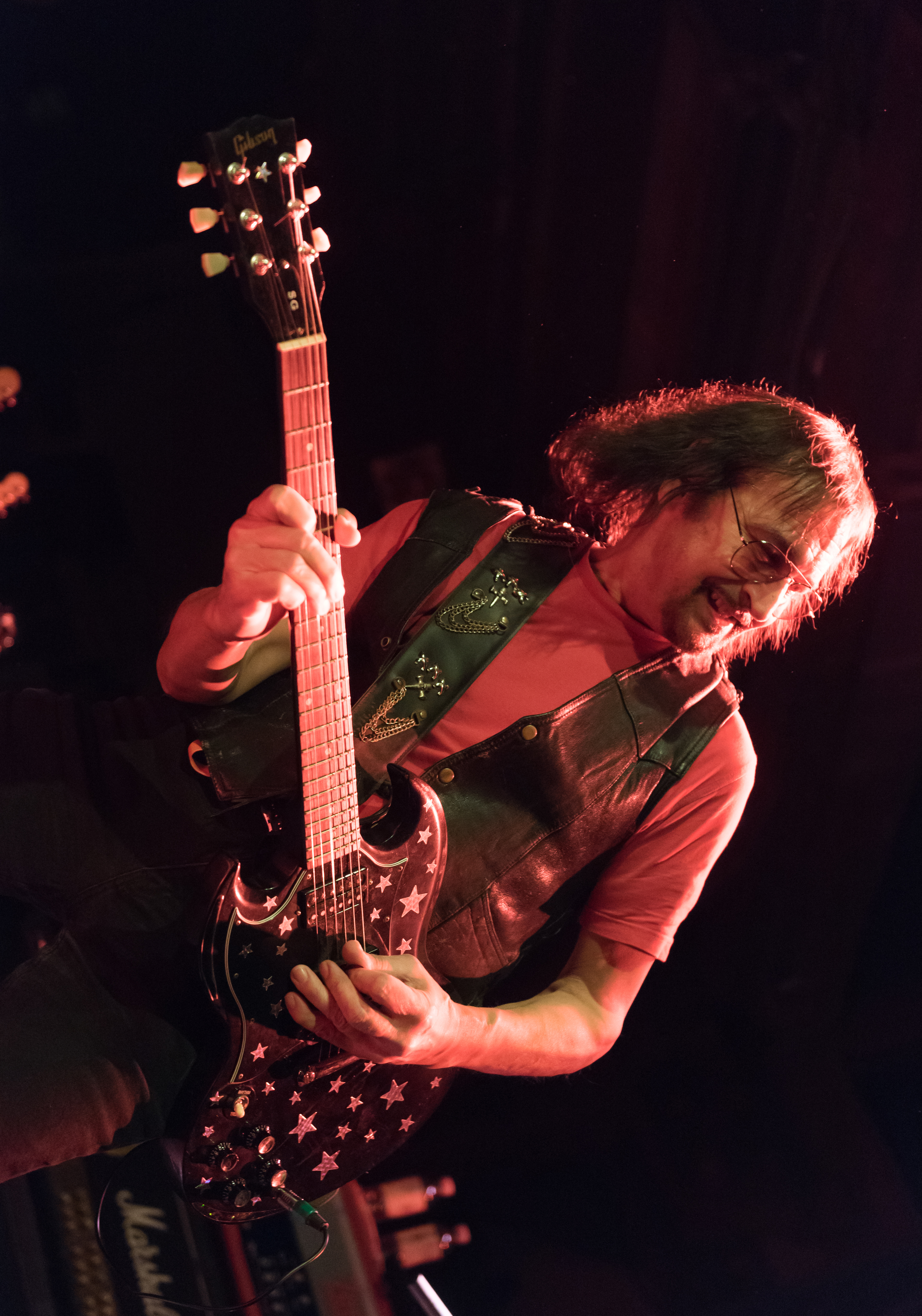
Hannes Bauer live in der Fabrik Hamburg (2017)

Hannes „Feuer“ Bauer (* 3. Januar 1952 in der Oberlausitz) ist ein deutscher Rock-Gitarrist.

## Leben
Bauer wurde in der Oberlausitz geboren. Als Schüler entdeckte seine Großmutter sein musikalisches Talent und schenkte ihm eine Wandergitarre, auf der er schon nach einigen Tagen Kleine Annabell von Ronny und Tutti Frutti von Little Richard spielen konnte.
Mit 15 zog Hannes Bauer nach Hamburg, wo er später in mehreren Bands spielte, jedoch ohne größeren Erfolg. Erst Ende der 1970er Jahre stellten sich die ersten Erfolge mit der Hamburger-Szene-Band BockRock ein.
1978 gründete Hannes Bauer in Hamburg die Band Bauer, Garn & Dyke mit Tom Garn (Bass) und Roy Dyke, der auch Schlagzeuger bei Pat Travers und Ashton, Gardner & Dyke war. Diese Band wurde nach einiger Zeit kurzfristig in Bauer, Zapp & Dyke umbenannt.
In dieser Zeit lernte Bauer durch Fritz Rau auch Udo Lindenberg im Hamburger Reeperbahn-Club Chikago kennen. In den 1980er Jahren entwickelte sich das Panikorchester mit dem Eintritt von Hannes Bauer, dabei seit der Heizer-Tour 1980, gehört er heute noch zur bestehenden Besetzung.
Nach einigen Umbesetzungen heißt seine Band seit 1984 Hannes Bauer’s Orchester Gnadenlos.
Seit der Gründung von Bauer, Garn & Dyke im Jahre 1978 spielt Hannes Bauer ununterbrochen jährlich am 30. Dezember das letzte Konzert in der Fabrik (Hamburg) vor regelmäßig vollem Haus.

Orchester Gnadenlos in der Fabrik Hamburg 2017
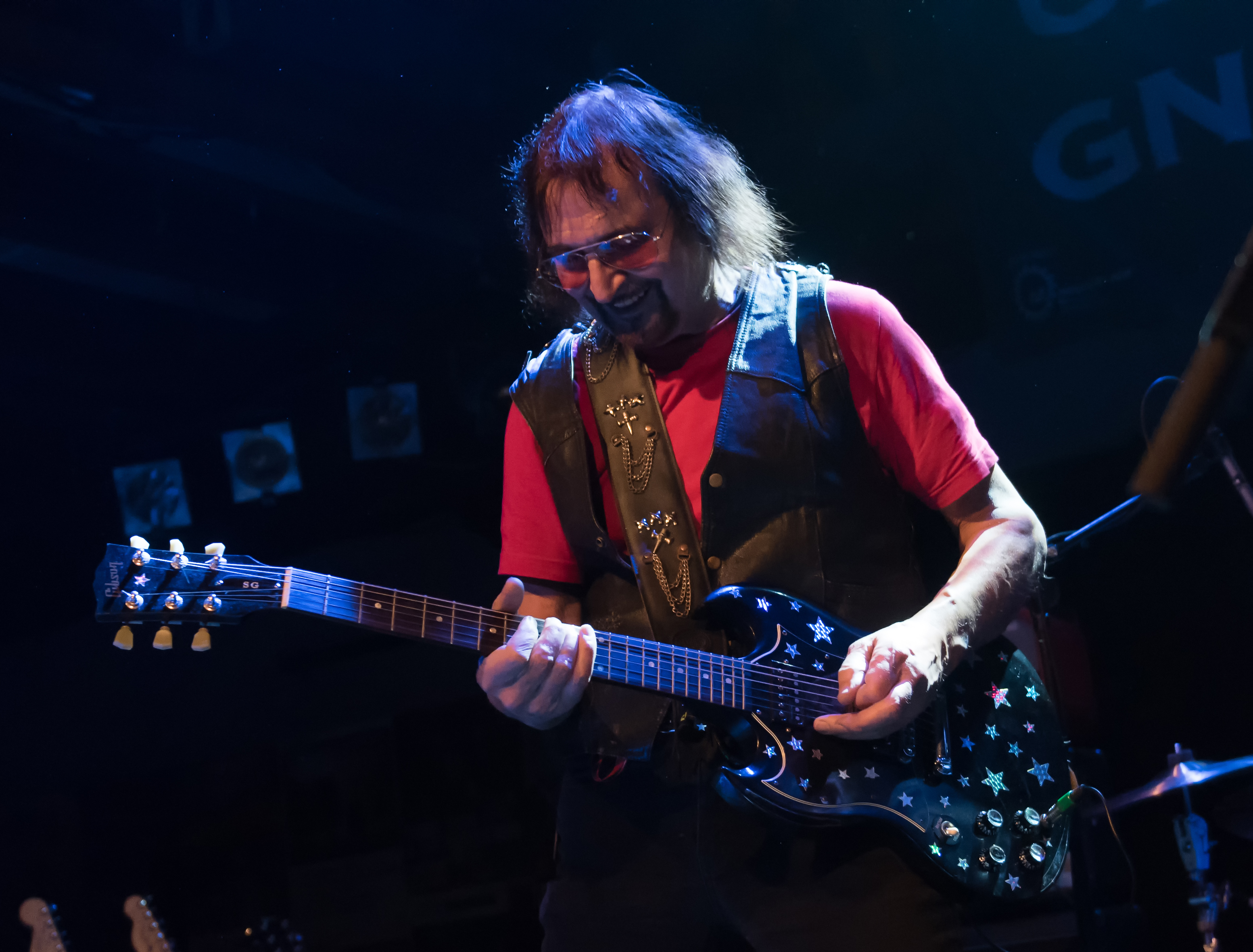
Hannes Bauer
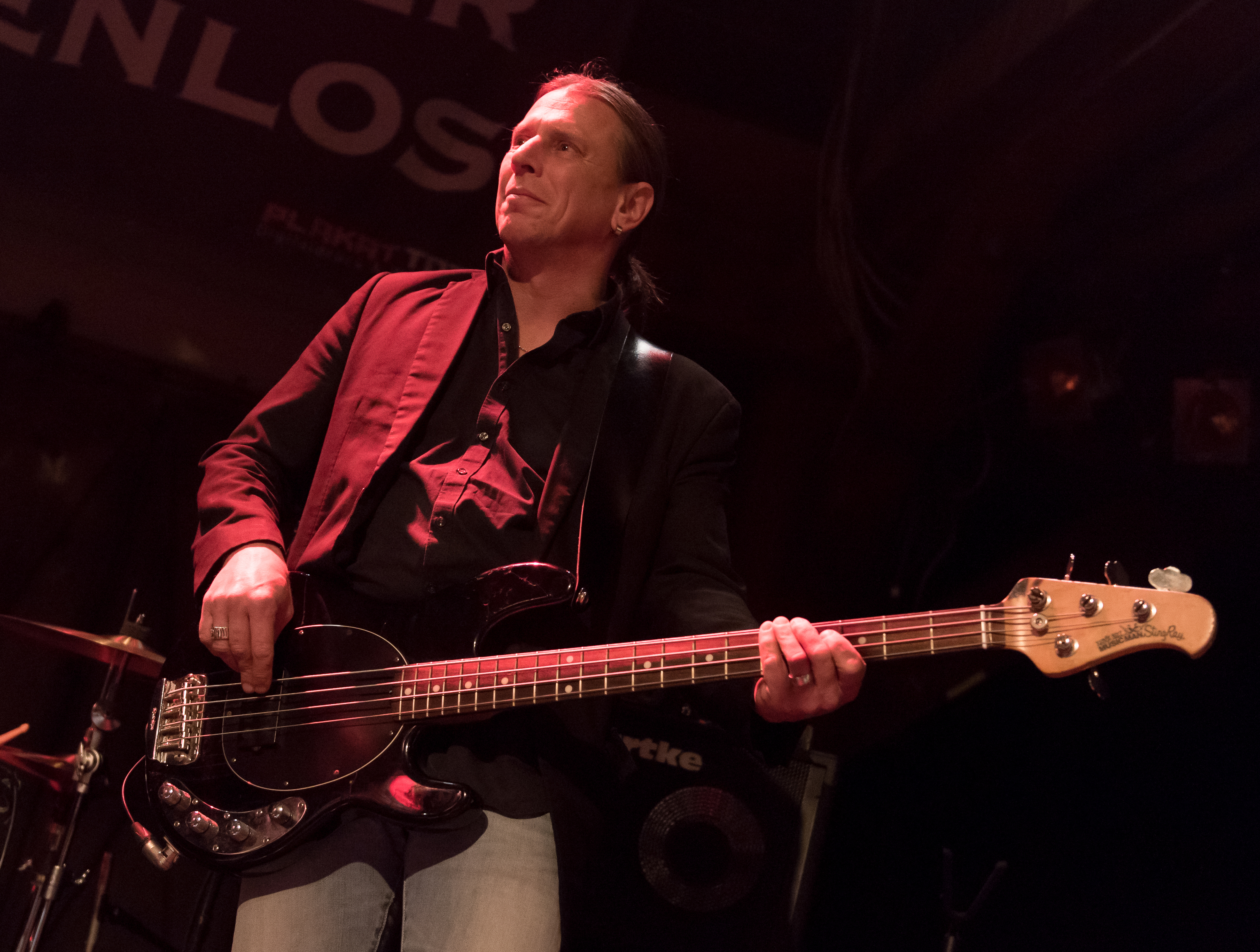
Martin Hofbauer
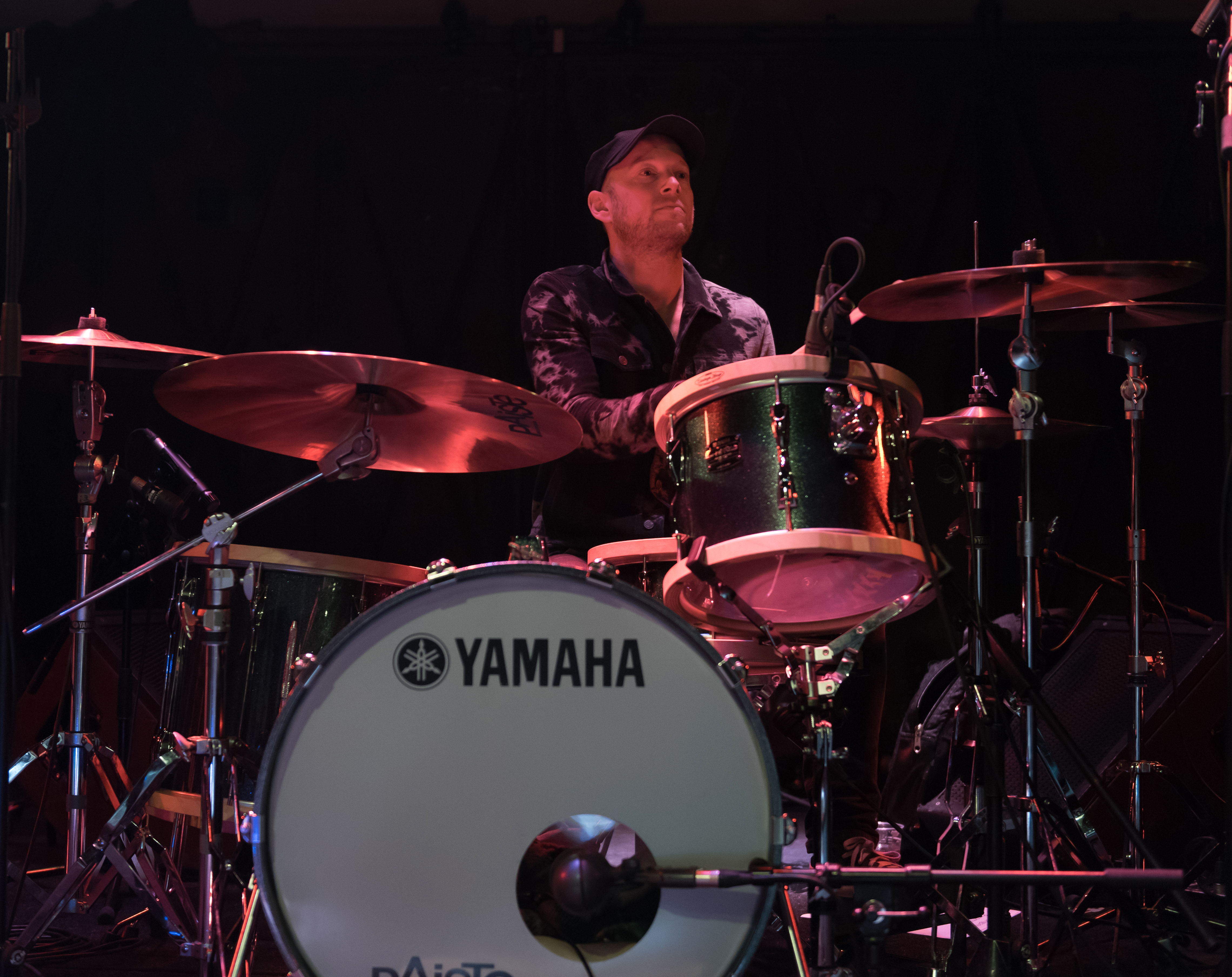
Julien Kravetz

## Diskografie
mit BockRock
- Panoptikum (1977)
- Der Dritte Hahn (Single, 1977)

mit Bauer, Garn & Dyke
- Sturmfrei (1979)
- Laubfrosch Blues (Single, 1979)
- Himmel, Arsch & Zwirn!! (1982)

mit Achim Reichel
- Heiße Scheibe (1979)

mit Jan Ten Hoopen
- Jan Ten Hoopen (1979)

mit Steffi Stephan & Die Münsteraner Domdrosseln
- Gnadenlose Weihnachten (1987)

mit Erich Schmeckenbecher
- Die Arschgeige (Liederliche Lieder) (1992)

als Hannes Bauer’s Orchester Gnadenlos
- Hannes Bauer’s Orchester Gnadenlos live, der Rock & Roll rollt… (2000)

mit Udo Lindenberg & Panik Orchester (Auswahl)
- Rock ’n’ Roll und Rebellion  (1981)
- Udopia (1981)
- Live – Intensivstationen (1982)
- Live In Leipzig  (1990)
- Götterhämmerung (1984)
- Live ’96 (1997)
- Ich Schwöre! Das Volle Programm  (2000)
- Ich Mach Mein Ding – Die Show (2013)

mit anderen
- Hamburg ’75 (1995)